# Aurá
Aurá (Auré), pleme američkih Indijanaca porodice Tupi-Guarani, velika porodica tupian, izvorno naseljeni u brazilskoj državi Pará. Danas ih je nešto preživjelih koji žive sa srodnim Guajá Indiajncima u državi Maranhão. Dva govornika 2 (2004 SIL). Jezik im čini posebnu skupinu među tupi-guarani jezicima.